# Gradius IV Fukkatsu
Gradius IV Fukkatsu (グラディウスＩＶ～復活～?  lit. "Gradius IV: Revival") es el quinto matamarcianos de la saga de videojuegos Gradius, producido y distribuido por Konami. Esto es debido al lanzamiento del juego Gradius Gaiden para PlayStation, que no obtuvo numeración. Este título trae una considerable mejora gráfica, sobre todo en el tema de luces, aunque es denominado por muchos el más "feo" de la saga. Además, el sistema de armas vuelve a cambiar, se pierde el modo edición de armas y se incluye un sistema de ranking por internet.

## Jugabilidad
La jugabilidad básica de Gradius IV permanece relativamente intacta. Sin embargo, se producen diversos cambios respecto a Gradius III. Para empezar, el modo edición de armas ha desaparecido, así como el "Snake Option" y el escudo "Reduce". También se pierde la séptima opción del menú de selección de arma, la de "!", que producía efectos como reducción de velocidad, pérdida de armas o matar todo enemigo en pantalla.

### Sistema de armas
En este juego hay 6 configuraciones de armas, siendo las primeras cuatro del juego Gradius II. Las otras dos configuraciones son las siguientes:
Configuración 5: Los misiles se lanza verticalmente, uno hacia arriba y otro hacia abajo. Tras poco tiempo, explotan causando una onda expansiva que daña a los enemigos cercanos. El disparo doble es el clásico a 45° del normal. El láser es delgado y capaz de penetrar en múltiples enemigos. En algunos casos es inefectivo pero en otros puede ser muy útil.
Configuración 6: Los misiles se lanzan horizontalmente, los dos hacia adelante. El disparo doble permite disparar también hacia atrás. El láser es el láser doble visto en Gradius III.
Comenzando una tradición posteriormente vista en Gradius V, este juego introduce un sistema de ranking en línea. Tras recibir la pantalla de Game Over, el jugador recibe un password. Este contiene la puntuación cifrada, y se puede poner en la página web de Konami . Esta adición estuvo solo disponible en Japón, y se detuvo el 27 de agosto de 1999. Algo parecido se realizó en el lanzamiento de Gradius III and IV.

### Niveles
- Stage 1: Liquid Metal. Un nivel similar al visto en Gradius II, en el que bolas de metal incandescente flotan por doquier. Diversos dragones surgen de las mismas. El jefe de este nivel es Yorogaton Chimera, un dragón tricéfalo capaz de transformarse en otros seres.
- Stage 2: Plant. Un nivel lleno de peligrosa vegetación. Las plantas intentarán aplastarte o lanzarán peligrosas bolas tóxicas. El jefe de este nivel es Dendrodium, una flor capaz de disparar y atacar con sus garras.
- Stage 3: Bubble. Un nivel de burbujas similar al visto en Gradius III. Peligrosas burbujas y bloques de hielo se moverán taponando tu camino. El jefe es Bubble Core, una nave provista de armamento en forma de burbujas.
- Stage 4: Magma. El comienzo del nivel es similar al clásico nivel de volcanes de la saga Gradius, aunque, llegado a cierto punto, tendrás que adentrarte en una zona de lava incandescente, que se moverá de forma difícil de esquivar. El jefe es Gillador, un extraño bicho que surgirá de la lava disparando y lanzando crías.
- Stage 5: Moai. El clásico nivel de las cabezas de Pascua. Esta vez algunas son capaces de resucitar, complicando aún más el camino. Los jefes son Aa y Mu, dos enormes Moais protegidos por 6 pequeños Moais que resucitarán y lanzarán todo tipo de ataques.
- Stage 6: Cell. Un nivel de células similar a Salamander. Serás atacado por células y garras, y tendrás que abrirte paso por venas y otras sustancias. El jefe es Belial, una especie de cerebro que es capaz de moverse disparando y usando garras.
- Stage 7: High Speed. El complicado nivel de velocidad que inició en su día Gradius II. Tendrás que abrirte paso por un laberinto de metal, esquivando puertas, ventiladores y todo tipo de trampas. El jefe es Rolling Core, una potente nave capaz de hacer movimientos circulares, así como de disparar múltiples láseres a la vez.
- Stage 8: Boss Rush. La clásica lluvia de jefes. Tras la lluvia de enemigos con cápsulas, saldrá Vanishing Core, una nave salida del Gradius Gaiden capaz de disparar múltiples misiles. Después llegará Big Core Mk-III Revised, enemigo surgido en Gradius III, que dispara láseres en zig zag. Covered Tetran, la nave de 4 brazos surgida en Salamander. Y, por último, Planet Core, una enorme bola acorazada que intentará destruirte con sus múltiples ataques.
- Stage 9: Last. Fortaleza final llena de pequeños huecos, giros de cámara, y una serie de mazas que tendrás que mover para avanzar. Te encontrarás con Bloody Gate, la típica puerta acorazada, al Crab II, el típico monstruo mecánico que te hará difícil el paso, y Gofer, el cerebro de toda la vida.

## Ports
Gradius IV: Fukkatsu nunca recibió un port directo. Fue incluido en el recopilatorio Gradius III and IV para PlayStation 2 en el año 2000 y en Gradius Collection para PSP en el año 2006. La versión de PS2 incluye también un modo Boss Rush (lucha contra jefes) y un Stage Select (selector de nivel).

## Banda sonora
Konami lanzó una edición limitada de la banda sonora de este juego (Gradius IV Fukkatsu Original Game Soundtrack - KICA-7947) en el 05/03/1999.